# Babuna (rzeka)
Babuna (maced. Бабуна) – rzeka w środkowej Macedonii Północnej, prawy dopływ Wardaru w zlewisku Morza Egejskiego. Długość – 53 km.
Babuna wypływa spod szczytu Sołunska Gława w paśmie górskim Jakupica. Płynie na południowy wschód, stopniowo skręca na północny wschód. Dolina rzeki oddziela pasma Jakupicy i Babuny. Rzeka obfituje w wodę dzięki śniegom z gór Jakupicy.
Doliną Babuny biegnie linia kolejowa łącząca Wełes i Prilep.